# 616

## Hlavy států
- Papež – Deusdedit (615–618)
- Byzantská říše – Herakleios (610–641)
- Franská říše – Chlothar II. (584–629)
- Anglie
  - Wessex – Cynegils (611–643)
  - Essex – Saebert (604–616) » Sexred (616–617) + Saeward (616–617)
  - Kent – Æthelbert
- Bulharsko – Urgan (610/617–630)?
- Perská říše – Husrav II. (590, 591–628)